# Paul Simon/Diskografie
Diese Diskografie ist eine Übersicht über die musikalischen Werke des US-amerikanischen Sängers und Musikers Paul Simon. Den Quellenangaben und Schallplattenauszeichnungen zufolge hat er bisher mehr als 55,2 Millionen Tonträger verkauft, davon alleine in seiner Heimat über 29 Millionen. Seine erfolgreichste Veröffentlichung ist das Album Graceland mit über 14 Millionen verkauften Einheiten. In Deutschland zählt seine Autorenbeteiligung The Sound of Silence (Disturbed) mit über einer Million verkauften Einheiten zu den meistverkauften Singles des Landes.

## Alben

### Studioalben
| Jahr | Titel                             | Höchstplatzierung, Gesamtwochen, AuszeichnungChartplatzierungen (Jahr, Titel, Platzierungen, Wochen, Auszeichnungen, Anmerkungen) | Höchstplatzierung, Gesamtwochen, AuszeichnungChartplatzierungen (Jahr, Titel, Platzierungen, Wochen, Auszeichnungen, Anmerkungen) | Höchstplatzierung, Gesamtwochen, AuszeichnungChartplatzierungen (Jahr, Titel, Platzierungen, Wochen, Auszeichnungen, Anmerkungen) | Höchstplatzierung, Gesamtwochen, AuszeichnungChartplatzierungen (Jahr, Titel, Platzierungen, Wochen, Auszeichnungen, Anmerkungen) | Höchstplatzierung, Gesamtwochen, AuszeichnungChartplatzierungen (Jahr, Titel, Platzierungen, Wochen, Auszeichnungen, Anmerkungen) | Anmerkungen |
| Jahr | Titel                             | DE | AT | CH | UK | US | Anmerkungen |
| ---- | --------------------------------- | --- | --- | --- | --- | --- | --- |
| 1965 | The Paul Simon Songbook           | — | — | — | — | — | Erstveröffentlichung: 1965 |
| 1972 | Paul Simon                        | DE37 (20 Wo.)DE | — | — | UK1 (24 Wo.)UK | US4 Platin · (36 Wo.)US | Erstveröffentlichung: 24. Januar 1972 Produzenten: Paul Simon, Roy Halee Platz 268 der Rolling-Stone-500 (2009)                                        |
| 1973 | There Goes Rhymin’ Simon          | — | — | — | UK4 Gold · (22 Wo.)UK | US2 Platin · (48 Wo.)US | Erstveröffentlichung: 5. Mai 1973 Produzenten: Paul Simon, Phil Ramone, Muscle Shoals Rhythm Section Platz 267 der Rolling-Stone-500 (2003)            |
| 1975 | Still Crazy After All These Years | — | — | — | UK6 Gold · (31 Wo.)UK | US1 Gold · (40 Wo.)US | Erstveröffentlichung: 25. Oktober 1975 2× Grammy (Album des Jahres / Bester Popsänger) Produzenten: Paul Simon, Phil Ramone Rock and Roll Hall of Fame |
| 1980 | One-Trick Pony                    | — | — | — | UK17 Silber · (12 Wo.)UK | US12 Gold · (26 Wo.)US | Erstveröffentlichung: 12. August 1980 Produzenten: Paul Simon, Phil Ramone                                                                             |
| 1983 | Hearts and Bones                  | DE51 (5 Wo.)DE | — | CH25 (1 Wo.)CH | UK34 (8 Wo.)UK | US35 (18 Wo.)US | Erstveröffentlichung: 4. November 1983 Produzenten: Paul Simon, Russ Titelman, Roy Halee                                                               |
| 1986 | Graceland                         | DE2 ×3Dreifachgold · (59 Wo.)DE                                                                                                   | AT3 (30 Wo.)AT | CH1 Gold · (43 Wo.)CH | UK1 ×8Achtfachplatin · (163 Wo.)UK                                                                                                | US3 ×5Fünffachplatin · (105 Wo.)US                                                                                                | Erstveröffentlichung: 25. August 1986 Verkäufe: + 14.000.000 Grammy (Album des Jahres) Produzent: Paul Simon Platz 71 der Rolling-Stone-500 (2009)     |
| 1990 | The Rhythm of the Saints          | DE11 Gold · (26 Wo.)DE | AT4 Gold · (14 Wo.)AT | CH3 Gold · (16 Wo.)CH | UK1 ×2Doppelplatin · (28 Wo.)UK                                                                                                   | US4 ×2Doppelplatin · (53 Wo.)US                                                                                                   | Erstveröffentlichung: 16. Oktober 1990 Produzent: Paul Simon                                                                                           |
| 1997 | Songs from The Capeman            | DE26 (11 Wo.)DE | — | CH49 (1 Wo.)CH | UK83 (2 Wo.)UK | US42 (11 Wo.)US | Erstveröffentlichung: 16. November 1997 Produzent: Paul Simon                                                                                          |
| 2000 | You’re the One                    | DE17 (4 Wo.)DE | AT30 (3 Wo.)AT | CH40 (6 Wo.)CH | UK20 Silber · (6 Wo.)UK | US19 Gold · (21 Wo.)US | Erstveröffentlichung: 3. Oktober 2000 Produzent: Paul Simon                                                                                            |
| 2006 | Surprise                          | DE37 (4 Wo.)DE | AT72 (1 Wo.)AT | CH55 (3 Wo.)CH | UK4 Gold · (8 Wo.)UK | US14 (13 Wo.)US | Erstveröffentlichung: 9. Mai 2006 Produzent: Paul Simon                                                                                                |
| 2011 | So Beautiful or so What           | DE20 (6 Wo.)DE | AT13 (6 Wo.)AT | CH21 (6 Wo.)CH | UK6 Silber · (6 Wo.)UK | US4 (16 Wo.)US | Erstveröffentlichung: 8. April 2011 Produzenten: Paul Simon, Phil Ramone                                                                               |
| 2016 | Stranger to Stranger              | DE14 (5 Wo.)DE | AT7 (7 Wo.)AT | CH9 (6 Wo.)CH | UK1 Silber · (8 Wo.)UK | US3 (6 Wo.)US | Erstveröffentlichung: 3. Juni 2016 Produzent: Paul Simon, Roy Halee                                                                                    |
| 2018 | In the Blue Light                 | DE36 (2 Wo.)DE | AT29 (3 Wo.)AT | CH14 (2 Wo.)CH | UK10 (2 Wo.)UK | US70 (1 Wo.)US | Erstveröffentlichung: 7. September 2018 |
| 2023 | Seven Psalms                      | DE69 (1 Wo.)DE | — | CH38 (3 Wo.)CH | UK28 (1 Wo.)UK | US153 (1 Wo.)US | Erstveröffentlichung: 19. Mai 2023 |

grau schraffiert: keine Chartdaten aus diesem Jahr verfügbar

### Livealben
| Jahr | Titel                            | Höchstplatzierung, Gesamtwochen, AuszeichnungChartplatzierungen (Jahr, Titel, Platzierungen, Wochen, Auszeichnungen, Anmerkungen) | Höchstplatzierung, Gesamtwochen, AuszeichnungChartplatzierungen (Jahr, Titel, Platzierungen, Wochen, Auszeichnungen, Anmerkungen) | Höchstplatzierung, Gesamtwochen, AuszeichnungChartplatzierungen (Jahr, Titel, Platzierungen, Wochen, Auszeichnungen, Anmerkungen) | Höchstplatzierung, Gesamtwochen, AuszeichnungChartplatzierungen (Jahr, Titel, Platzierungen, Wochen, Auszeichnungen, Anmerkungen) | Höchstplatzierung, Gesamtwochen, AuszeichnungChartplatzierungen (Jahr, Titel, Platzierungen, Wochen, Auszeichnungen, Anmerkungen) | Anmerkungen                                                                           |
| Jahr | Titel                            | DE | AT | CH | UK | US | Anmerkungen                                                                           |
| ---- | -------------------------------- | --- | --- | --- | --- | --- | ------------------------------------------------------------------------------------- |
| 1974 | In Concert: Live Rhymin’         | — | — | — | — | US33 Gold · (17 Wo.)US | feat. The Jessy Dixon Singers und Urubamba Erstveröffentlichung: März 1974            |
| 1991 | Paul Simon’s Concert in the Park | — | — | — | UK60 Silber · (1 Wo.)UK | US74 (11 Wo.)US | aufgenommen am 15. August 1991 im Central Park Erstveröffentlichung: 5. November 1991 |
| 2012 | Live in New York City            | — | — | — | — | US95 (1 Wo.)US | Erstveröffentlichung: 18. September 2012                                              |
| 2017 | The Concert in Hyde Park         | DE28 (2 Wo.)DE | AT49 (1 Wo.)AT | — | — | — | Erstveröffentlichung: 9. Juni 2017                                                    |

grau schraffiert: keine Chartdaten aus diesem Jahr verfügbar

### Kompilationen
| Jahr | Titel                                                            | Höchstplatzierung, Gesamtwochen, AuszeichnungChartplatzierungen (Jahr, Titel, Platzierungen, Wochen, Auszeichnungen, Anmerkungen) | Höchstplatzierung, Gesamtwochen, AuszeichnungChartplatzierungen (Jahr, Titel, Platzierungen, Wochen, Auszeichnungen, Anmerkungen) | Höchstplatzierung, Gesamtwochen, AuszeichnungChartplatzierungen (Jahr, Titel, Platzierungen, Wochen, Auszeichnungen, Anmerkungen) | Höchstplatzierung, Gesamtwochen, AuszeichnungChartplatzierungen (Jahr, Titel, Platzierungen, Wochen, Auszeichnungen, Anmerkungen) | Höchstplatzierung, Gesamtwochen, AuszeichnungChartplatzierungen (Jahr, Titel, Platzierungen, Wochen, Auszeichnungen, Anmerkungen) | Anmerkungen                              |
| Jahr | Titel                                                            | DE | AT | CH | UK | US | Anmerkungen                              |
| ---- | ---------------------------------------------------------------- | --- | --- | --- | --- | --- | ---------------------------------------- |
| 1978 | Greatest Hits, Etc.                                              | — | — | — | UK3 Gold · (16 Wo.)UK | US18 Platin · (23 Wo.)US | Erstveröffentlichung: November 1977      |
| 1988 | Negotiations and Love Songs (1971–1986)                          | — | — | — | UK17 Platin · (15 Wo.)UK | US110 Platin · (14 Wo.)US | Erstveröffentlichung: 18. Oktober 1988   |
| 1993 | Paul Simon 1964/1993                                             | — | — | — | — | US173 Gold · (2 Wo.)US | Erstveröffentlichung: 28. September 1993 |
| 2000 | Shining Like a National Guitar: Greatest Hits                    | DE59 (5 Wo.)DE | AT13 (10 Wo.)AT | CH23 (9 Wo.)CH | UK6 Gold · (14 Wo.)UK | — | Erstveröffentlichung: 23. Mai 2000       |
| 2002 | The Paul Simon Collection: On My Way, Don’t Know Where I’m Goin’ | DE71 (1 Wo.)DE | — | — | — | US57 (7 Wo.)US | Erstveröffentlichung: Februar 2003       |
| 2007 | The Essential Paul Simon                                         | — | — | — | UK12 Gold · (4 Wo.)UK | US42 (5 Wo.)US | Erstveröffentlichung: 26. Juni 2007      |
| 2009 | This Better Be Good                                              | — | — | — | — | US60 (5 Wo.)US | Erstveröffentlichung: 1. Juni 2009       |
| 2011 | Songwriter                                                       | — | — | — | — | US141 (1 Wo.)US | Erstveröffentlichung: 1. November 2011   |
| 2015 | The Ultimate Collection                                          | — | — | — | UK1 Platin · (67 Wo.)UK | — | Erstveröffentlichung: 12. April 2015     |

grau schraffiert: keine Chartdaten aus diesem Jahr verfügbar
Weitere Kompilationen
- 1986: Interview Show with Music from His Album Graceland (Promo)
- 1993: The Paul Simon Anthology (UK: Silber)
- 1994: Work in Progress – Volume One: Early Recordings & Outtakes (Paul Simon aka Jerry Landis also feat. Art Garfunkel)
- 1994: Work in Progress – Volume Two: Early Recordings & Outtakes (Paul Simon aka Jerry Landis also feat. Art Garfunkel)
- 1994: Peacelands (feat. Neil Sedaka und Frankie Valli)
- 2004: The Studio Recordings 1972–2000 (Box mit 9 CDs)
- 2006: Recorded as Jerry Landis
- 2012: Original Album Classics (Box mit 3 CDs)
- 2013: Over the Bridge of Time: A Paul Simon Retrospective (1964–2011)
- 2013: The Complete Albums Collection (Box mit 15 CDs)

## Singles
| Jahr | Titel Album                                                   | Höchstplatzierung, Gesamtwochen, AuszeichnungChartplatzierungen (Jahr, Titel, Album, Platzierungen, Wochen, Auszeichnungen, Anmerkungen) | Höchstplatzierung, Gesamtwochen, AuszeichnungChartplatzierungen (Jahr, Titel, Album, Platzierungen, Wochen, Auszeichnungen, Anmerkungen) | Höchstplatzierung, Gesamtwochen, AuszeichnungChartplatzierungen (Jahr, Titel, Album, Platzierungen, Wochen, Auszeichnungen, Anmerkungen) | Höchstplatzierung, Gesamtwochen, AuszeichnungChartplatzierungen (Jahr, Titel, Album, Platzierungen, Wochen, Auszeichnungen, Anmerkungen) | Höchstplatzierung, Gesamtwochen, AuszeichnungChartplatzierungen (Jahr, Titel, Album, Platzierungen, Wochen, Auszeichnungen, Anmerkungen) | Anmerkungen                                                                                            |
| Jahr | Titel Album                                                   | DE | AT | CH | UK | US | Anmerkungen                                                                                            |
| ---- | ------------------------------------------------------------- | --- | --- | --- | --- | --- | --- |
| 1962 | Motorcycle –                                                  | — | — | — | — | US99 (1 Wo.)US | Erstveröffentlichung: Oktober 1961 als Tico and the Triumphs Autor: Jerry Landis                       |
| 1963 | The Lone Teen Ranger –                                        | — | — | — | — | US97 (3 Wo.)US | Erstveröffentlichung: November 1962 als Jerry Landis Autor: Jerry Landis                               |
| 1972 | Mother and Child Reunion Paul Simon                           | DE23 (13 Wo.)DE | — | — | UK5 (12 Wo.)UK | US4 (13 Wo.)US | Erstveröffentlichung: Januar 1972 Autor: Paul Simon                                                    |
| 1972 | Me and Julio Down by the Schoolyard Paul Simon                | — | — | — | UK15 Gold · (9 Wo.)UK | US22 (11 Wo.)US | Erstveröffentlichung: März 1972 Autor: Paul Simon                                                      |
| 1972 | Duncan Paul Simon                                             | — | — | — | — | US52 (7 Wo.)US | Erstveröffentlichung: Juni 1972 Autor: Paul Simon                                                      |
| 1973 | Kodachrome There Goes Rhymin’ Simon                           | — | — | — | — | US2 (14 Wo.)US | Erstveröffentlichung: Mai 1973 Autor: Paul Simon                                                       |
| 1973 | Take Me to the Mardi Gras There Goes Rhymin’ Simon            | — | — | — | UK7 (11 Wo.)UK | — | Erstveröffentlichung: 25. Mai 1973 Autor: Paul Simon                                                   |
| 1973 | Loves Me Like a Rock There Goes Rhymin’ Simon                 | — | — | — | UK39 (5 Wo.)UK | US2 Gold · (16 Wo.)US | Erstveröffentlichung: Juli 1973 mit The Dixie Hummingbirds Autor: Paul Simon                           |
| 1973 | American Tune There Goes Rhymin’ Simon                        | — | — | — | — | US35 (10 Wo.)US | Erstveröffentlichung: 30. November 1973 Autor: Paul Simon                                              |
| 1975 | Gone at Last Still Crazy After All These Years                | — | — | — | — | US23 (10 Wo.)US | Erstveröffentlichung: August 1975 mit Phoebe Snow und The Jessy Dixon Singers Autor: Paul Simon        |
| 1975 | 50 Ways to Leave Your Lover Still Crazy After All These Years | DE42 (1 Wo.)DE | — | — | UK23 Gold · (6 Wo.)UK | US1 Gold · (17 Wo.)US | Erstveröffentlichung: Dezember 1975 Autor: Paul Simon                                                  |
| 1976 | Still Crazy After All These Years                             | — | — | — | — | US40 (7 Wo.)US | Erstveröffentlichung: 26. März 1976 Autor: Paul Simon                                                  |
| 1977 | Slip Slidin’ Away Greatest Hits, Etc.                         | — | — | — | UK36 (5 Wo.)UK | US5 Gold · (20 Wo.)US | Erstveröffentlichung: 21. Oktober 1977 Backing Vocals: The Oak Ridge Boys Autor: Paul Simon            |
| 1980 | Late in the Evening One-Trick Pony                            | — | — | — | UK58 (4 Wo.)UK | US6 (16 Wo.)US | Erstveröffentlichung: Juli 1980 Autor: Paul Simon                                                      |
| 1980 | One-Trick Pony                                                | — | — | — | — | US40 (11 Wo.)US | Erstveröffentlichung: Oktober 1980 Autor: Paul Simon                                                   |
| 1983 | The Blues Trouble in Paradise                                 | — | — | — | — | US51 (8 Wo.)US | Erstveröffentlichung: Januar 1983 mit Randy Newman Autor: Randy Newman                                 |
| 1983 | Allergies Hearts and Bones                                    | — | — | — | — | US44 (10 Wo.)US | Erstveröffentlichung: Oktober 1983 Autor: Paul Simon                                                   |
| 1986 | You Can Call Me Al Graceland                                  | — | — | — | UK4 ×3Dreifachplatin · (15 Wo.)UK | US23 (29 Wo.)US | Erstveröffentlichung: Juli 1986 Autor: Paul Simon                                                      |
| 1986 | Graceland                                                     | — | — | — | UK98 Silber · (1 Wo.)UK | US81 (7 Wo.)US | Erstveröffentlichung: November 1986 Grammy (Single des Jahres) Autor: Paul Simon                       |
| 1986 | The Boy in the Bubble (Remix) Graceland                       | — | — | — | UK26 (9 Wo.)UK | US86 (4 Wo.)US | Erstveröffentlichung: November 1986 Autoren: Paul Simon, Forere Motloheloa                             |
| 1987 | Diamonds on the Soles of Her Shoes Graceland                  | — | — | — | UK77 Silber · (4 Wo.)UK | — | Erstveröffentlichung: Februar 1987 Autor: Paul Simon                                                   |
| 1990 | The Obvious Child The Rhythm of the Saints                    | — | — | — | UK15 (10 Wo.)UK | US92 (5 Wo.)US | Erstveröffentlichung: September 1990 Autor: Paul Simon                                                 |
| 1991 | Proof The Rhythm of the Saints                                | — | — | — | UK89 (2 Wo.)UK | — | Erstveröffentlichung: Februar 1991 Autor: Paul Simon                                                   |
| 1995 | Something so Right Medusa                                     | — | — | — | UK44 (4 Wo.)UK | — | Erstveröffentlichung: November 1995 Annie Lennox feat. Paul Simon Autor und Original: Paul Simon, 1973 |
| 2006 | Father and Daughter Surprise                                  | — | — | — | UK31 (5 Wo.)UK | — | Erstveröffentlichung: Mai 2006 Autor: Paul Simon                                                       |

grau schraffiert: keine Chartdaten aus diesem Jahr verfügbar
Weitere Singles
- 1958: True or False (als True Taylor)
- 1959: Loneliness (als Jerry Landis)
- 1960: Swanee (als Jerry Landis)
- 1960: Shy (als Jerry Landis)
- 1960: I’d Like to Be (The Lipstick on Your Lips) (als Jerry Landis)
- 1961: Play Me a Sad Song (als Jerry Landis)
- 1961: I Wish I Weren’t in Love (als Jerry Landis)
- 1962: Wild Flower (als Tico and the Triumphs)
- 1962: Get Up and Do the Wobble (als Tico and the Triumphs)
- 1962: Noise (als Tico)
- 1963: Carlos Dominguez (als Paul Kane)
- 1964: He Was My Brother (als Jerry Landis)
- 1965: I Am a Rock
- 1974: There Goes Rhymin’ Simon
- 1974: Sound of Silence
- 1974: Something so Right
- 1978: (What A) Wonderful World (Art Garfunkel mit James Taylor und Paul Simon)
- 1978: Stranded in a Limousine
- 1981: Oh, Marion
- 1983: When Numbers Get Serious
- 1983: Think Too Much (a)
- 1986: Homeless
- 1987: Under African Skies
- 1991: Born at the Right Time
- 1991: Still Crazy After All These Years (Live)
- 1991: Just to Be with You (als Jerry Landis)
- 1993: Cecilia
- 1993: Thelma
- 1997: Born in Puerto Rico
- 1997: Ten Years
- 1997: Bernadette
- 2000: Old
- 2006: That’s Me
- 2006: Outrageous
- 2010: The Afterlife
- 2011: Rewrite
- 2011: So Beautiful or so What
- 2011: Getting Ready for Christmas Day
- 2014: Here Comes the Garbage Man (als Tico and the Triumphs)

## Videoalben
- 1981: Paul Simon in Concert
- 1987: Graceland: The African Concert (mit Miriam Makeba, Hugh Masekela und Ladysmith Black Mambazo, UK, US: Gold)
- 1987: The All-Star Gospel Session (mit Andraé Crouch, The Edwin Hawkins Singers, Jennifer Holliday, The Mighty Clouds of Joy, The Oak Ridge Boys und Luther Vandross)
- 1991: Paul Simon’s Concert in the Park
- 1991: The Paul Simon Special
- 1997: Graceland
- 2001: The Making of Graceland
- 2003: Live at the Tower Theatre October 7, 1980
- 2009: Paul Simon and Friends: The Library of Congress Gershwin Prize for Popular Song
- 2012: Live in New York City

## Statistik

### Chartauswertung
|                     | DE     | AT    | CH    | UK     | US     |
| ------------------- | ------ | ----- | ----- | ------ | ------ |
| Nummer-eins-Alben   | DE—DE  | AT—AT | CH1CH | UK4UK  | US1US  |
| Top-10-Alben        | DE1DE  | AT2AT | CH2CH | UK10UK | US6US  |
| Alben in den Charts | DE11DE | AT6AT | CH9CH | UK18UK | US22US |

|                       | DE    | AT    | CH    | UK     | US     |
| --------------------- | ----- | ----- | ----- | ------ | ------ |
| Nummer-eins-Singles   | DE—DE | AT—AT | CH—CH | UK—UK  | US1US  |
| Top-10-Singles        | DE—DE | AT—AT | CH—CH | UK3UK  | US6US  |
| Singles in den Charts | DE2DE | AT—AT | CH—CH | UK15UK | US20US |

### Auszeichnungen für Musikverkäufe
| Land/RegionAuszeichnungen für Musikverkäufe (Land/Region, Auszeichnungen, Verkäufe, Quellen) | Silber     | Gold       | Platin         | Diamant     | Verkäufe   | Quellen                           |
| -------------------------------------------------------------------------------------------- | ---------- | ---------- | -------------- | ----------- | ---------- | --------------------------------- |
| Australien (ARIA)                                                                            | —          | 2× Gold2   | 22× Platin22   | —           | 1.375.000  | aria.com.au                       |
| Belgien (BRMA)                                                                               | —          | Gold1      | —              | —           | 25.000     | Einzelnachweise                   |
| Dänemark (IFPI)                                                                              | —          | 3× Gold3   | 3× Platin3     | —           | 370.000    | ifpi.dk                           |
| Deutschland (BVMI)                                                                           | —          | 4× Gold4   | Platin1        | Diamant1    | 2.500.000  | musikindustrie.de                 |
| Frankreich (SNEP)                                                                            | —          | Gold1      | Platin1        | —           | 400.000    | infodisc.fr snepmusique.com       |
| Hongkong (IFPI/HKRIA)                                                                        | —          | Gold1      | —              | —           | 10.000     | ifpihk.org                        |
| Irland (IRMA)                                                                                | —          | Gold1      | —              | —           | 7.500      | irishcharts.ie                    |
| Italien (FIMI)                                                                               | —          | 2× Gold2   | 2× Platin2     | —           | 225.000    | fimi.it                           |
| Kanada (MC)                                                                                  | —          | 2× Gold2   | 4× Platin4     | Diamant1    | 1.325.000  | musiccanada.com                   |
| Neuseeland (RMNZ)                                                                            | —          | 2× Gold2   | 28× Platin28   | —           | 672.500    | aotearoamusiccharts.co.nz NZ2 NZ3 |
| Niederlande (NVPI)                                                                           | —          | —          | 2× Platin2     | —           | 200.000    | nvpi.nl                           |
| Norwegen (IFPI)                                                                              | —          | —          | 2× Platin2     | —           | 120.000    | ifpi.no                           |
| Österreich (IFPI)                                                                            | —          | Gold1      | Platin1        | —           | 55.000     | ifpi.at                           |
| Polen (ZPAV)                                                                                 | —          | —          | —              | 2× Diamant2 | 500.000    | olis.pl                           |
| Schweden (IFPI)                                                                              | —          | —          | 2× Platin2     | —           | 80.000     | sverigetopplistan.se              |
| Schweiz (IFPI)                                                                               | —          | 2× Gold2   | Platin1        | —           | 90.000     | hitparade.ch                      |
| Spanien (Promusicae)                                                                         | —          | 2× Gold2   | Platin1        | —           | 180.000    | mediafire.com                     |
| Südafrika (RISA)                                                                             | —          | 2× Gold2   | 3× Platin3     | —           | 200.000    | Einzelnachweise                   |
| Vereinigte Staaten (RIAA)                                                                    | —          | 13× Gold13 | 20× Platin20   | —           | 29.050.000 | riaa.com                          |
| Vereinigtes Königreich (BPI)                                                                 | 9× Silber9 | 12× Gold12 | 21× Platin21   | —           | 13.645.000 | bpi.co.uk                         |
| Insgesamt                                                                                    | 9× Silber9 | 51× Gold51 | 114× Platin114 | 4× Diamant4 |            |                                   |